# Колонија Oстрво Ванкувер
Колонија острва Ванкувер (енгл. Colony of Vancouver Island), званично је познато као острво Ванкувер и његови зависни делови, било је крунска колонија Британске Северне Америке од 1849. до 1866. године, након чега је уједињена са копненим делом, да би формирало колонију Британске Колумбије. Уједињена колонија се касније придружила Канадској конфедерацији, чиме је постала део Канаде 1871. године. Колонија је обухватала острво Ванкувер и заливска острва све до Џорџијског мореуза.

## Насеље острва
Капетан Џејмс Кук је био први Европљанин који је крочио на острво у Нутка Саунду 1778. године, током свог трећег путовања. Провео је месец дана у тој области, полажући право на 
територију у име Велике Британије. Трговац крзном Џон Мирс је на ове просторе стигао 1786. године и основао трговачко место у близини родног села Јукот (Френдли Ков), на улазу у залив Нутка 1788. године.  Трговина крзном је почела да се шири што је на крају довело до трајног насељавања острва.

### Спор о суверенитету
Шпанија је такође истраживала ову област. Естебан Хосе Мартинез је 1789. изградио тврђаву у Френдли Кову на острву Ванкувер и запленио неке британске бродове, тражећи суверенитет. Тврђаву је 1790. године поново успоставио Франсиско де Елиза и око ње је изграђена мала заједница. Власништво над острвом остало је у спору између Шпаније и Британије.
Капетан Џорџ Ванкувер је 1792. године се састао са шпанским командантом Хуаном Франсиском де ла Бодега и Квадра, али њихови дуги преговори нису донели ни решење ни одлуку о конкурентским захтевима за власништво. Две земље су умало почеле рат око тог питања, сукоб је постао познат као „Нутка криза”. Сукоб је избегнут када су се обојица сложили да признају права других на ову област у првој Нутка конвенцији 1790. године, што је био први корак ка миру. Коначно, две земље су потписале другу Нутка конвенцију 1793. године и трећу конвенцију 1794. године. Према том коначном споразуму, Шпанци су напустили своје утврђење у Нутки и напустили то подручје, дајући британски суверенитет над острвом Ванкувер и суседним острвима (укључујући Заливска острва).

### Рана британска насеља
Тек 1843. године Британија је (под окриљем компаније из Хадсоновог залива) основала насеље на острву Ванкувер. У марту те године, Џејмс Даглас из компаније Хадсоновог залива и мисионари су стигли и изабрали подручје за насељавање. Изградња утврђења је почела у јуну те године. Ово насеље је било место за трговину крзном првобитно названо Форт Алберт (касније Форт Викторија). Тврђава се налазила у насељу „Сонгхис Камосак” (Камосун), 200 метара северозападно од данашњег хотела Емпресс у Викторијиној унутрашњој луци у Ванкуверу.
Британци и САД су потписали Орегонски споразум 1846. године и са тиме решили питање граница територије САД у Орегону. Уговором је 49. паралелна географска ширина северно постала званична граница између две земље. Међутим, како би се осигурало да Британија задржи читаво острво Ванкувер и јужна острва у Заливском заливу, договорено је да се граница окреће према југу око те области.

### Колонија
Године 1849. основана је колонија острва Ванкувер. Колонија је дата у закуп компанији Хадсон Беј (ХБК) на десет година, уз годишњу накнаду од седам шилинга. Тако је 1849. године ХБК преместио своје западно седиште из Форт Ванкувера на реци Колумбија (данашњи Ванкувер, Вашингтон) у Форт Викторију. Главни представник компаније, Џејмс Даглас, је такође премештен из Форт Ванкувера у Форт Викторију како би надгледао операције компаније западно од Стеновитих планина.
Британска колонијална канцеларија прогласила је територију крунском колонијом 13. јануара 1849. Даглас је тада био оптужен да подстиче британско насељавање па је Ричард Бланшард именован за гувернера колоније. Бланшард је открио да је власт ХБК-а над пословима нове колоније била све само не апсолутна, и да је Даглас био тај који је имао сву практичну власт на територији. Није било државне службе, полиције, милиције, а практично сваки британски колониста је био запосленик ХБКа. Фрустриран, Бланшард је напустио своју функцију годину дана касније, вративши се у Енглеску. Године 1851, његова оставка је прихваћена, а колонијална канцеларија је именовала Дагласа за гувернера.

## Унија острва Ванкувер и Британске Колумбије
Дагласа је 1864. године на месту гувернера наследио сер Артур Едвард Кенеди, колонијални администратор који је раније био гувернер Сијера Леона и Западне Аустралије. Постојао је предлог да се за гувернера именује особе која није повезана са ХБК, да би се избегао негативни утицај на остале делове економије. Компанија је закупила острво од Британије током 1849–1859 и још увек је имала велики утицај јер је претходни гувернер Џејмс Даглас био извршни директор ХБК-а.
Након што је Артур Кенеди именован за гувернера, његова владавина је у почетку наишла на сумњу и противљење од стране колонијалне скупштине, која се плашила губитка статуса острва Ванкувер у односу на растућу моћ колоније на копну. Скупштина се одупирала захтеву колонијалне канцеларије за трајно присвајање „цивилне листе” у замену за контролу над пространим крунским земљиштем колоније и привремено је ускратио плату и смештај Кенедију док они не постигну свој циљ. Кенеди је наишао на даље противљење неких у скупштини због плана да се колонија уједини са Британском Колумбијом. Тек када су противници били убеђени да ће таква унија побољшати економију колоније, скупштина је обезбедила усвајање предлога.
Кенеди је постигао одређени напредак у рушењу дугогодишњих друштвених баријера успостављених током година ХБК хегемоније. Године 1865. Закон о заједничким школама финансирао је јавно образовање. Кенеди је такође реформисао државну службу, увео ревизију колонијалног буџета и побољшао наплату прихода. Без обзира на то, и даље није успевао у својим напорима да убеди скупштину да уведе гласање грађанске листе, као и да спроводи различите мере за заштиту права и благостања абориџинског становништва које је био под све већим притиском. Упркос саосећању са тешком ситуацијом суседних индијанских народа, Кенеди је 1864. одобрио поморско бомбардовање индијанских насеља као одмазду за убиство посаде трговачког брода. Девет Ахоусахт села је уништено, а тринаест људи је убијено.
Форт Викторија је постао град Викторија 1862. године са Томасом Харисом изабраним за градоначелника. Пошто је буџет колоније пропао до 1865. године, а скупштина није била вољна и није могла да унесе предлоге за повећање прихода, Кенеди је једва успео да одржи администрацију на површини.  Порастао је притисак за спајање са копненом колонијом Британска Колумбија (која је основана 1858) године.
Две колоније су спојене 1866. године у Уједињене колоније острва Ванкувер и Британску Колумбију Законом о унији колонија, који је усвојио Краљевски парламент. Кенеди је именован за гувернера уједињеног ентитета. (Напустио је дужност 1866. и касније постао гувернер западноафричке колоније, „Британска Западна Африка”.) Викторија је постала главни град, али је законодавна скупштина била смештена у Њу Вестминстеру на Доњем копну. Престоница је премештена у Викторију 1868. године.

### Конфедерација
До 1867. године, Канадска конфедерација је успостављена „Британском Северноамеричком актом”, а уједињене колоније су се придружиле Канади 20. јула 1871. Викторија је именована за главни град провинције Британске Колумбије. А такође су именована три делегата у савезној влади.

## Гувернери острва Ванкувер
- Ричард Бланшард, 1849–1851
- Џејмс Даглас, 1851–1864
- Артур Кенеди, 1864–1866